# Melierax gabar
O gavião-palrador (Micronisus gabar) é uma espécie de ave de rapina da família Accipitridae.
Pode ser encontrada nos seguintes países: Angola, Benin, Botswana, Burkina Faso, Burundi, Camarões, República Centro-Africana, Chade, República do Congo, República Democrática do Congo, Costa do Marfim, Egipto, Eritreia, Etiópia, Gabão, Gambia, Gana, Guiné, Guiné-Bissau, Quénia, Lesoto, Malawi, Mali, Mauritânia, Moçambique, Namíbia, Níger, Nigéria, Ruanda, Arábia Saudita, Senegal, Somália, África do Sul, Sudão, Essuatíni, Tanzânia, Togo, Uganda, Iémen, Zâmbia e Zimbabwe.